# Maxi Trusso
Maxi Trusso (né le 1er août 1970 à Palermo, Buenos Aires) est un chanteur et compositeur argentin d'electropop,,.

## Biographie
Maxi débute comme DJ à Buenos Aires à la fin des années 1980, enregistrant plus de 10 000 disques.
Il s'installe en Italie dans les années 1990 et forme le duo d'electropop Roy Vedas avec Francesco Di Mauro, un Sicilien rencontré en Sardaigne. Ensemble, ils sortent leur premier album sur le prestigieux label anglais Mercury Records. Leur tube rétro-futuriste Fragments of Life atteint le sommet du classement de Top of the Pops en 1998, et devient une chanson culte. Elle introduit l'effet sonore numérique auto-tune, en étant le précurseur de son utilisation. Le magazine The Face la choisit comme l'une des meilleures chansons de la décennie.
Ils s'installent en Angleterre, Royaume-Uni et tournent en Grèce, Danemark et Suède, et font la première partie des Rolling Stones en Turquie, où ils montent sur scène en combinaisons spatiales. Ils partagent la scène avec des groupes tels que Madness, Pulp, Mogwai et Guided by Voices, et deviennent un élément professionnel de la scène musique alternative anglaise.
En 2011, la chanson Please Me de Poncho dans laquelle Maxi Trusso chante est choisie pour une publicité de la marque Frávega, avec pour vedette Ricardo Darín, atteignant les premières positions dans les principales stations de radio et le no 1 de iTunes Argentine, atteignant ainsi un record historique, celui d'être le premier tube de l'été, chanté en anglais et produit à l'échelle nationale. À partir de là, sa carrière se développe de manière incommensurable et commence à bénéficier d'une excellente acceptation de la part du public. La même année, il signe la musique du film Querida voy a comprar cigarrillos y vuelvo de Cohn-Duprat, sorti mi-2011.

## Vie personnelle
Il vit à Buenos Aires, avec sa compagne Inés García Lanza et leurs filles, une de chaque, toutes deux prénommées Olivia.

## Discographie

### Albums
- 2007 : Leave Me and Cry (Acqua y Pirca Records)
- 2010 : Love Gone (Pirca y Bingo Records)
- 2014 : S.O.S. (Same Old Story) (Pirca Records)
- 2016 : Last Call (Pirca Records)

### Bande son
- 2011 : Querida, voy a comprar cigarrillos y vuelvo (bande son)
- 2013 : Studio illegale (bande son)

### Singles
- 1998 : Fragments of Life (Mercury Records)
- 2011 : Please Me (feat. Poncho)
- 2014 : Same Old Story
- 2014 : Nothing at All
- 2014 : Himno a Francisco (Pirca Records)
- 2015 : Nobody is Lonely
- 2015 : Taste of Love
- 2016 : Make You Mine
- 2016 : Streets of Rock and Roll
- 2017 : Always a Reason (Pirca Records)
- 2017 : Sunset Boulevard
- 2018 : Knocking at the Sun
- 2018 : Love that Matters (feat. Drake Jomaa)
- 2018 : Sunny Days
- 2019 : The Look (reprise) (feat. Lula Miranda)

### Rééditions
- 2015 : S.O.S. (Same Old Story) (Maxeiro Edition)
- 2017 : Demuxe Last Call (Maxeiro Edition)

### EP
- 2011 : El Firichinio (avec Poncho)
- 2018 : Love that Matters / Sunny Days: Remixes (EP)